# Venerando Gangi
Venerando Gangi (Acireale, 1748 – Acireale, 1816) è stato un poeta e scultore italiano.

## Biografia
Venerando Gangi fu un poeta favolista che, vissuto tra Sette e Ottocento, si dedicò allo studio della antropologia locale.
Il poeta dialettale novecentesco siciliano Turiddu Bella definì Gangi come il maggiore favolista siciliano.
Eseguì anche alcune opere scultoree.